# Aleksej Sobolevskij
Aleksej Ivanovitj Sobolevskij (russisk: Алексей Иванович Соболевский, 26. december 1856 i Moskva – 24. maj 1929 sammesteds) var en russisk sprogforsker.
Sobolevskij, som var professor i det russiske sprog, først i Kijev, senere i Petrograd, har udgivet en række arbejder af central betydning for russisk sprogforskning. Hans 1884 offentliggjorte Doktorafhandling »Ačerki
iz istorije russkago jazyka« var den første alvorlige Undersøgelse i historisk russisk Dialektologi
og var grundlæggende for Opfattelsen af de gl. russ. Dialekter og for Studiet af de gl. russ.
Haandskrifter. I sin »Lektsii po istorije russkago jazyka« (1888, 4. Udg. 1907) gav han den
første sammenlignende Fremstilling af det russ. Sprogs historiske Udvikling fra somslavisk
Tid til vore Dage, og i »Opyt russkoj Dialektologii« (1897) gav han et Overblik over hidtil
offentliggjort russ. dialektisk Materiale og dermed denne Forskning en ny Impuls. Ved Siden
af disse og en Mængde andre værdifulde sproghistoriske Arbejder har han udgivet en
Standardsamling af russ. Folkeviser: »Velikorusskija narodnyja pjesni« (1895—1902).